# Tiamat
Tiamat — шведская музыкальная группа. Существует с 1989 года, её основатель, вокалист, ритм-гитарист и автор песен Юхан Эдлунд остаётся её единственным постоянным участником. На ранних альбомах Tiamat исполняли дум/дэт-метал с гроулингом, но начиная с альбома Wildhoney 1994 года группа постепенно перешла к прославившему её более мелодичному жанру готик-метал с влиянием психоделического рока, а впоследствии и традиционного готик-рока.

## История
В 1988 году вокалист и гитарист Юхан Эдлунд, бас-гитарист Йёрген Тулльберг, гитарист Стефан Лагергрен и барабанщик Андрес Хольмгрен основали дэт-металлическую группу, названную Treblinka по наименованию нацистского концлагеря. В следующем году они записали две демокассеты Crawling the Vomits и Sign of the Pentagram и мини-альбом Severe Abomination. Дебютный альбом группы получил название Sumerian Cry, но перед его изданием на лейбле CMFT Productions музыканты решили выбрать менее провокативное название и переименовались в Tiamat (по имени шумерской богини хаоса Тиамат). Первый концерт под новым названием они дали в Стокгольме 6 августа 1990 года. В этот период музыканты вдохновлялись блэк-металом: они носили корпспэйнт и использовали в оформлении альбома пентаграмму и перевёрнутые кресты. Автор книги о шведском дэт-метале Даниэль Экерот пишет о Sumerian Cry как о любительской записи, авторам которой ещё «отчётливо недоставало мастерства».
Сингл «A Winter Shadow» в декабре 1990 года группа записала в составе: Юхан Эдлунд, Томас Петерссон (гитара), Йёрген Тулльберг (бас-гитара) и Никлас Экстранд (ударные). Поддержка немецкого лейбла Century Media позволила группе в начале 1991 года провести турне вместе с коллегами по лейблу Unleashed и — в Германии — вместе с Death. После этого музыканты в Woodhouse Studios в Дортмунде вместе с продюсером Вольдемаром Сорыхтой записали новый альбом The Astral Sleep. Он был совершенно непохож на предшественника, большинство песен имеют замедленное звучание дум-метала с клавишными аранжировками сессионного музыканта Юнаса Мальмстена и использованием акустической гитары. Осенью Tiamat дали большой европейский тур вместе с Paradise Lost, который продолжили после нового года вместе с Samael и Unleashed.
Следующий релиз — Clouds (1992) — продолжил взятое группой музыкальное направление. В том же году Tiamat совершают турне в качестве хедлайнеров по Германии и Голландии.
Во время работы над Clouds состав группы претерпел некоторые изменения — у Tiamat появился «официальный» клавишник Кеннет Рус, а место басиста занял Йонни Хагель. Однако уже после выхода концертного мини-альбома The Sleeping Beauty (Live in Israel) (1994), записанного во время тура по Израилю, Эдлунд увольняет из команды всех музыкантов кроме Хагеля, ссылаясь на «неудовлетворённость прогрессом группы». С приглашёнными гитаристом (Магнусом Сальгреном) и барабанщиком (Ларсом Шёльдом), и продюсером Вальдемаром Сорыхтой за клавишами, Tiamat приступают к записи легендарного альбома Wildhoney (1994), который стал для них настоящим музыкальным и коммерческим прорывом. Получивший положительные отзывы критиков Wildhoney считается переходным для группы альбомом, сочетающим в себе жёсткий вокал, сложные гитарные риффы и чистое атмосферное звучание клавишных. Говоря о психоделическом звучании альбома, часто имеют место сравнения с Pink Floyd (при этом на мини-альбоме Tiamat Gaia (1995), помимо ремиксованных треков с Wildhoney, присутствует кавер-версия инструментальной композиции Pink Floyd «When You’re In»).
После тура в поддержку Wildhoney Эдлунд перебирается жить из Швеции в немецкий Дортмунд. После этого Tiamat фактически становится группой одного человека — Эдлунд объявляет себя единственным официальным и постоянным членом группы. Барабанщиком остаётся Шёльд, на пост сессионного гитариста возвращается Петерссон. Параллельно происходит «обмен» басистами со шведским коллективом Cemetary, впоследствии преобразованным в Sundown: Хагель уходит в Cemetary/Sundown, а оттуда в Tiamat приходит Андерс Иверс. Следующий альбом — A Deeper Kind of Slumber (1997) — записывался на домашней студии Эдлунда и продюсировался Дирком Дрегером (Morgoth). Звучание диска отметилось постепенным отходом Эдлунда в сторону электронной и психоделической музыки, не похожей на ранние работы Tiamat.
Однако, последовавший за этим релизом, альбом Skeleton Skeletron (1999) не стал продолжать эту тенденцию и предложил утяжелённые гитары и глубокий насыщенный вокал, приблизившись к готик-року, а записывавшийся в Дании следующий диск Judas Christ (2002) лишь закрепил трансформацию звучания Tiamat в готик-рок с влиянием хэви-метал, в котором отчётливо прослеживается влияние The Sisters of Mercy и Nosferatu.
В октябре 2003 года Tiamat выпустили альбом Prey, а песня «Cain» вышла и на сингле. Конец 2004 года и начало 2005 года музыканты провели в туре с Sirenia, Theatre of Tragedy и Pain. По семейным обстоятельствам в этом туре не принял участия Петерссон, и на гитаре играл Фредрик Окессон из Talisman.
Альбом 2008 года Amanethes вышел уже на лейбле Nuclear Blast. Его выходу предшествовал выпуск сингла «The Temple of the Crescent Moon». В июне группа отыграла несколько фестивалей без Иверса, который взял отпуск, чтобы провести время с семьёй. Его подменял Йеспер Скарин из группы Fingerspitzengefühl.
Десятый студийный альбом группы, The Scarred People, был записан в студии Woodhouse в немецком городе Хаген с продюсером Зигги Беммом. Его релиз состоялся в ноябре 2012 года на новом для группы лейбле Napalm Records.
В октябре 2013 лейбл Century Media взялся выпустить коллекционный архив записей группы Treblinka (ни разу не издававшихся официально) под названием «Shrine Of The Pentagram» — в память о том, с чего начиналась история Tiamat.
9 апреля 2014 года Юхан Эдлунд заявил о своем решении покинуть группу по состоянию здоровья, которое позже комментировал противоречиво. После заявления группа выступила на пяти летних рок-фестивалях в Европе.
В июне 2015 года Эдлунд сделал заявление, в котором объяснял, что решение покинуть группу пришло к нему в тяжелый жизненный период, но в настоящее время Tiamat вернулись и работают над новым альбомом.

## Состав
| Текущий состав - Юхан Эдлунд — автор, ритм-гитара, клавишные, терменвокс, вокал - Андерс Иверс — бас-гитара - Ларс Шёльд — ударные - Рожер Йерсон — соло-гитара, клавишные, мандолина, бэк-вокал (2011—2012, сессионно; 2012-настоящее время) Бывшие участники - Йорген Толберг — бас-гитара (1987—1992) - Андерс Холмберг — ударные (1987—1990) - Стефан Лагергрен — гитара (1987—1990) - Никлас Экстренд — ударные (1990—1994) - Томас Петерсон — гитара (1990—1994, 1996—2008) - Джони Хегел — бас-гитара (1992—1996) - Кеннет Роос — клавишные (1992—1994) - P.A. Даниэльсон — клавишные (1994—1995) | Текущие сессионные музыканты - Рикард Зандер — клавишные (2014-настоящее время) Бывшие сессионные музыканты - Ник Андерсон — ударные (1989) - Мартин Брендстрём — клавишные (2002—2009) - Мартин Пауэлл — клавишные (2006—2007) - Йоаким Свалберг — клавишные (2011) - Хенрик Берквист — гитара (2002) - Фредрик Экссон — гитара (2004) - Юхан Ниман — гитара (2008) |

Временная шкала

## Дискография

### Альбомы
- Sumerian Cry (1990)
- The Astral Sleep (1991)
- Clouds (1992)
- Wildhoney (1994)
- A Deeper Kind of Slumber (1997)
- Skeleton Skeletron (1999)
- Judas Christ (2002)
- Prey (2003)
- Amanethes (2008)
- The Scarred People (2012)

### Мини-альбомы
- Gaia (1994)
- For Her Pleasure (EP, 1999)

### Сборники и концертные альбомы
- The Sleeping Beauty (Live in Israel) (1994)
- The Musical History of Tiamat (1995)
- Commandments (2007)
- Panopticon (2008)

### Синглыидемозаписи
- Crawling in Vomits[19] (1988)
- The Sign of the Pentagram[19] (1989)
- Severe Abomination[19] (1989)
- A Winter Shadow (1990)
- Tour Sampler (1994)
- Cold Seed (1997)
- Brighter Than The Sun (1999)
- Vote For Love (2002)
- Cain (2003)
- The Temple of the Crescent Moon (2008)
- Born To Die (2013)

### Видеография
- Church of Tiamat (DVD, 2005)